# Hugues Baldassin

a Compétitions nationales et continentales officielles uniquement.

Hugues Baldassin ou Ugo Baldasso, né le 16 novembre 1926 à Arcade (Italie) et mort le 21 janvier 2008 à Saint-Honoré (Isère), est un joueur français de rugby à XV et de rugby à XIII dans les années 1940 à 1950.
Natif d'Italie, Hugues Baldassin grandit en France dans la région de Bourgoin-Jallieu. Formé au rugby à XV au sein du C.S. Bergusien, il connaît des sélections juniors du Lyonnais et est repéré par le grand club de la région : le Lyon O.U.. Il dispute durant deux saisons le Championnat de France avant de changer de code de rugby en 1950.
En 1950, il opte pour le rugby à XIII et signe pour l'U.S. Lyon-Villeurbanne. Il brille sous le maillot de ce dernier et connaît des convocations en équipe de France sans toutefois acquérir une cape internationale. Avec ce club, il remporte le Championnat de France en 1951 ainsi que la Coupe de France en 1953. En 1953, il rejoint le club du R.C. Carpentras et connaît une demi-finale de Coupe de France en 1955.

## Palmarès

### Rugby à XV

#### Statistiques en club
| Saison    | Saison         | Championnat                          | Championnat    | Coupe           | Coupe       |
| Saison    | Saison         | Comp.                                | Class.         | Comp.           | Class.      |
| --------- | -------------- | ------------------------------------ | -------------- | --------------- | ----------- |
| 1946-1947 | C.S. Bergusien | Championnat de France de 3e division |                | Coupe de France |             |
| 1947-1948 | C.S. Bergusien | Championnat de France de 3e division |                | Coupe de France |             |
| 1948-1949 | Lyon O.U.      | Championnat de France                | Poule de trois | Coupe de France | 1/32 finale |
| 1949-1950 | Lyon O.U.      | Championnat de France                | 1/8 finale     | Coupe de France | 1/8 finale  |

### Rugby à XIII
- Collectif :
  - Vainqueur du Championnat de France : 1951 (Lyon).
  - Vainqueur de la Coupe de France : 1953 (Lyon).
  - Finaliste du Championnat de France : 1953 (Lyon).
  - Finaliste de la Coupe de France : 1951 (Lyon).

#### Statistiques
| Saison    | Saison               | Championnat           | Championnat | Coupe           | Coupe      |
| Saison    | Saison               | Comp.                 | Class.      | Comp.           | Class.     |
| --------- | -------------------- | --------------------- | ----------- | --------------- | ---------- |
| 1950-1951 | US Lyon-Villeurbanne | Championnat de France | Vainqueur   | Coupe de France | Finaliste  |
| 1951-1952 | US Lyon-Villeurbanne | Championnat de France | 1/2 finale  | Coupe de France | 1/2 finale |
| 1952-1953 | US Lyon-Villeurbanne | Championnat de France | Finaliste   | Coupe de France | Vainqueur  |
| 1953-1954 | RC Carpentras        | Championnat de France | 10e         | Coupe de France | 1/8 finale |
| 1954-1955 | RC Carpentras        | Championnat de France | 10e         | Coupe de France | 1/2 finale |